# Maria Lindes
Maria Lindes, officiële naam: Maria Verhoef (Scheveningen, 5 november 1942) is een Nederlandse hoorspel- en stemactrice en dialoogregisseuse.

## Levensloop
Maria Lindes volgde de kleinkunstcursus van de Nederlandse Radio Unie. Na in de jaren zestig te hebben meegewerkt aan enkele cabaretvoorstellingen van het spraakmakende cabaret Lurelei, legde zij zich toe op het hoorspel. Zij leende haar stem aan talloze tekenfilmfiguren en regisseerde bovendien de Nederlandse versie van grote Disney-films als Het Grote Verhaal van Winnie de Poeh, Pocahontas, De klokkenluider van de Notre Dame, Hercules, Chicken Little, The Incredibles (Mevrouw Hogendoorn, tevens regisseur), Cars 2 (Mama Topolino), Monsters University (buschauffeuse) en Toy Story 4 (Margaret). Voor DreamWorks deed Lindes stemmen in de Shrek-films en ze was tante Lucy in de films Paddington (2014), Paddington 2 (2017) en Paddington in Peru (2025). In de serie De Freggels sprak ze de stem in van Jet en van Ma Griezel en in Wickie de Viking verzorgde ze ook diverse stemmen, onder andere die van de moeder van Wickie. Ze verzorgde ook enkele stemmen in My Little Pony: Vriendschap is betoverend, onder andere die van de burgemeester van Ponyville en Granny Smith. Ook was ze de stem van Akka Gans uit de tekenfilmserie Nils Holgersson, Daantje uit de tekenfilm "Daantje Deugniet" (1983) en de Nederlandstalige stem van Akku in de Zweedse film Misa en de wolven (2003). Ook deed Lindes de stem van May Parker in de televisieserie over Spider-Man: Ultimate Spider-Man en Flora uit Doornroosje in de korte Disney-film uit 2023.
Lindes won in 2010 de Zilveren Koe voor haar bijdrage aan het niveau van de nasynchronisatie in Nederland. Eerdere winnaars van deze prijs zijn Paul van Gorcum (2004), Marjolein Algera (2005), Fred Meijer (2006) en Jan Nonhof (2009).

## Hoorspelen (enkel de hoorspelen die nu nog te beluisteren zijn)
1964
- Jacht door Europa (Henk van Kerkwijk - Johan Wolder)
- Silhouet in schemer (Nick Funke-Bordewijk - Dick van Putten)

1965
- Het bos der onbezorgde dieren (Jan Wit - Ab van Eyk)

1966
- De lappenla (Marianne Colijn - Ab van Eyk)
- De vrienden van onze vrienden (Jean Marsus - Johan Wolder)
- Het keerpunt (Peter van Gestel - Johan Wolder)
- Met vijf man bridgen (Michal Tonecki - Léon Povel)

1967
- Harmonie (Ben Wolken - Ab van Eyk)
- Het huis met de dwergen (Marianne Colijn - Ab van Eyk)
- Mag ik mij even voorstellen? Mijn naam is Cox - serie 2  (Rolf & Alexandra Becker - Dick van Putten)
- Profeet aan zee of Waar blijft de muziek nou? (André Kuyten - Willem Tollenaar)
- Some day my prince will come (André Kuyten - Johan Wolder)

1968
- Atelier (Wolfgang Graetz - Ad Löbler)
- Automaan (Gerrit Pleiter - Frans Roggen)
- De laatste dag van Lissabon (Günter Eich - Willem Tollenaar)
- De tranen van de blinde (René de Obaldia - Ab van Eyk)
- Het fruit van  de neger (Helen Duprée - Jo Vischer jr.)
- Miserere (Peter Hirche - Willem Tollenaar)
- Oog om oog (Val Gielgud - Dick van Putten)
- Twee kale stoelen in de gang (Helen Duprée - Jo Vischer jr.)
- Uw naam worde geheiligd (Will Barnard - Ab van Eyk)
- Waarheen dan? (Reynier Heskes - Dick van Putten)

1969
- De eenzame weg (Giles Cooper - Johan Wolder)
- De vrouw op de achtergrond (David Ellis - Dick van Putten)
- Die aardige meneer Bengari (Wolfgang Graetz - Ab van Eyk)
- Duivenstraat (Jan Banen - Johan Wolder)
- Een kwestie van vingerafdrukken (Paul van Herck - Ab van Eyk)
- Een vrije vrijdagavond (Colin Finbow - Léon Povel)
- Hoe vond u Eve? (Roger Lee - Dick van Putten)
- Koopwaar in Istanboel (Stewart Farrar - Jacques Besançon)
- Ondervragingen (Jan Rys - Léon Povel)
- Sil de strandjutter (hoorspel) (Cor Bruijn - Wim Paauw)

1970
- De zaak Kolen-Betje (Dick Walda - Ad Löbler)
- Draaiorgel vermist (Gertie Evenhuis - Johan Wolder)
- Het leven is een mysterie (Bill Naughton - Ad Löbler)
- Het verraad (Jan Staal - Jacques Besançon)
- Het wassende water (Herman de Man - Frans Somers)
- Jugendstil (Wolfgang Graetz - Ad Löbler)

1971
- De getermineerden (Elias Canetti - Harry de Garde)
- Die man daar is mijn vader (An Rutgers van der Loeff - Kommer Kleijn)
- Eén-nul (Rudolf Geel - Johan Wolder)
- Long weekend (Giles Cooper - Willem Tollenaar)
- Reis naar de stilte (Frank Herzen - Ad Löbler)

1972
- De verjaardag (Gabriele Wohmann - Léon Povel)
- Een huis voor de kinderen (Yvonne Keuls - Emile Kellenaers)
- Het genezingsproces (Gabriele Wohmann - Léon Povel)
- Hoogerheide (André Kuyten - Johan Wolder)
- Ik huurde deze kamer (Wim Bischot - Dick van Putten)
- Kruisweg (Andries Poppe - Klaus Mehrländer)
- Mijnheer Admets reis (Marie Luise Kaschnitz - Wim Paauw)

1973
- Als Sodom en Gomorra (Lennaert Nijgh - Jacques Besançon)
- Appassionata (Julius Hay - Jacques Besançon)
- Heel lang geleden, heel ver weg (Lennaert Nijgh - Jacques Besançon)
- Jubileum (Kees Holierhoek - Ad Löbler)
- Kunt u morgen terugkomen? (Frans Verbeek - Hein Boele)
- Vijf dode oude dames (Hans Gruhl - Jacques Besançon)

1974
- Alleenstaande bomen in de wind (Jürgen Becker - Ab van Eyk)
- Bloedwijn (Dick Walda - Ad Löbler)
- De betoverde bruidsnacht (Jacques Hamelink - Jacques Besançon)
- De koperen tuin (hoorspel) (Simon Vestdijk - Jacques Besançon)
- De terreur van hiernaast (Dick Walda - Ad Löbler)
- Ga zitten en sterf (Hans Gruhl - Klaus Mehrländer)
- Joost (Peter van Gestel - Johan Wolder)
- Kijk, die kinderen! (Ton van Reen - Ad Löbler)

1975
- De kopermijn (Daphne du Maurier - Dick van Putten)
- De laatste der Rechtvaardigen (André Schwarz–Bart - Ab van Eyk)
- Moordbrigade Stockholm (Maj Sjöwall & Per Wahlöö - Ad Löbler)
- Sherlock Holmes: Een koord met stippen (Arthur Conan Doyle - Jacques Besançon)
- Stiefmoeder aarde (Theun de Vries - Ad Löbler)
- Thé dansant (Rudolf Schlabach - Ab van Eyk)

1976
- De man met de snor (Manuel van Loggem - Ad Löbler)
- De vossenjacht (Eric van Zuylen - Ab van Eyk)
- Een hond, een leeuw in het bos (Ton van Reen - Ad Löbler)
- Een vrouw van klasse (Jochen Ziem - Ab van Eyk)
- Ik droomde van bloemen (Bella Baram - Ad Löbler)
- Juffrouw Elpenhout en/of de vermoorde onnooselheydt van Joost van den Vondel (Madzy Ford - Ad Löbler)
- Kommer en vreugd (Dick Walda - Ad Löbler)
- Neem nou deze vijf vrouwen (Wolfgang Körner - Ad Löbler)
- Snoepgoed (Dick Walda - Ad Löbler)
- Warmte (hoorspel) (Ton van Reen - Ab van Eyk)

1977
- Drie episoden uit het leven der auto’s (Dick Walda - Ad Löbler)
- Dromen in woorden (Wilhelm Genazino - Ad Löbler)
- Enkele reis kerstfeest (Dick Walda - Ad Löbler)
- Geleide liefde (Siegfried E. van Praag - Ab van Eyk)
- Je doet wat je kunt (Barbara Enders - Ad Löbler)
- Paniek op Ganymedes (Henk van Kerkwijk - Ad Löbler)
- Pedro Páramo (Juan Rulfo - Léon Povel)

1978
- Alles wat je bent, is liefde (Werner Streletz - Ad Löbler)
- De foto (Martien Carton - Ad Löbler)
- De toren van Nesle (Alexander Dumas & Frédérique Gaillardet - Jan Starink)
- De zaak Calas (Theun de Vries - Ad Löbler)
- Een handje valium (Dick Walda - Ad Löbler)
- Gebroken dienst (Willen Capteyn - Ad Löbler)
- Kees (Peter Römer - Ad Löbler)
- Kolonie (Ian Rodger - Jacques Besançon)
- Met de dood voor ogen (Henk van Kerkwijk - Ad Löbler)
- Niet zo zeuren, liefje (Mischa de Vreede - Ab van Eyk)
- Puinhopen (Lea Appel - Ad Löbler)
- Slachthuis (hoorspel) (Sławomir Mrożek - Ab van Eyk)
- We zouden met kerst naar Tirol (Dick Walda - Ad Löbler)
- Zoals vroeger (Dick Walda - Ad Löbler)

1979
- De overwintering op Nova Zembla (Dick Walda - Ad Löbler)
- De stoute schoenen (Dick Walda - Ad Löbler)
- Dit is uw kans (Sylvia Hoffmann - Léon Povel)
- Komt het kind nog? (Simone Schell - Ab van Eyk)
- Ziekenhuisomroep Zuid (Peter Römer - Ad Löbler)

1980
- De geluksvogel (Dick Walda - Ad Löbler)
- De vreemdeling (Dick Walda - Ad Löbler)
- De pletmachine (Madzy Ford - Ad Löbler)
- Désirée (Annemarie Selinko - Hero Muller)
- Je bent jong en je moet wel (Peter Mader - Ad Löbler)
- Louis-Ferdinand Destouches, alias Céline (Michael Kittermaster - Karel Korswagen)
- Muzikant met bevroren vingers (Dick Walda - Ad Löbler)
- Niet vanzelfsprekend (Lea Appel - Ad Löbler)
- Onder martieners en bietsers (Ger Verrips - Ad Löbler)
- Tussen nu en nooit (Jackie Lourens-Koop - Dick van Putten)

1981
- Attentie voor Roger West - serie 1 (John Creasey - Hero Muller)
- Carry of de seksuele revolutie (Ton Vorstenbosch - Ad Löbler)
- De dag dat De Bruin vliegen kon (Sandro Key-Aberg - Ad Löbler)
- De jongen met de accordeon (Dick Walda - Ad Löbler)
- Een wonde die niet geneest (Guy Bernaert - Ab van Eyk)
- Hoe genoeglijk vliedt het leven des gerusten landmans heen (Peter Römer - Ad Löbler)
- Op reis, op reis door huichelaarsland (Dick Walda - Ad Löbler)
- Twee dagreizen (Willem van Toorn - Ad Löbler)
- Zondagskind (Dick Walda - Ad Löbler)

1982
- Als de dag van gisteren (Dick Walda - Ad Löbler)
- Dagje uit (Ken Blakeson & Dave Simpson - Ad Löbler)
- De lange zit van Henk de Wit (Frans Verbeek - Ad Löbler)
- Er kan zo worden afgefloten, landgenoten (Dick Walda - Ad Löbler)
- Het schotschrift (Stephan Heym - Cox Habbema)
- In de gehaktmolen (Dick Walda - Ad Löbler)
- In z’n achteruit (Dick Walda - Ad Löbler)
- Menno (Rens Schot - Ad Löbler)
- Moet u ook naar Amsterdam? (Wim Povel - Ad Löbler)
- Uitvlucht Berlijn (Dick Walda - Ad Löbler)

1983
- De broeders van goede diensten (Dick Walda - Ad Löbler)
- De dood van een marktkoopman (Janwillem van de Wetering - Meindert de Goede)
- De kast (Maggie Ross - Ad Löbler)
- De maansteen (Wilkie Collins - Dick van Putten)
- De man in de tuin (Rachel Wyatt - Ad Löbler)
- De winterslaper (Frans Verbeek - Ad Löbler)
- Een dode uit het Oosten (Jan-Willem van de Wetering - Meindert de Goede)
- Kafka’s tekeningen (Jean-Pierre Plooij & Jan Stavinoha - Jean-Pierre Plooij)
- Maar toevallig gaan we dus vanavond (Bart Linnemans - Ad Löbler)
- Mijn zoon, mijn kruis (Dick Walda - Ad Löbler)
- Tot horen en zien (J. Bernlef - Johan Dronkers)

1984
- Attentie voor Roger West - serie 2 (John Creasey - Hero Muller)
- Bureau jeugdzaken, of De lotgevallen van Martine Land (James Leigh - Ad Löbler)
- De bruiloftsmaaltijd (Jean-Pierre Plooij - Jean-Pierre Plooij)
- De glazenwasser is geweest (Dick Walda - Ad Löbler)
- De muziekschool (Willem Capteyn - Ad Löbler)
- Diagnose bekend (Peter van den Bijlaardt - Hero Muller)
- Hartzeer (Dick Walda - Ad Löbler)
- Op zoek naar de aarde (James Follett - Meindert de Goede)

1985
- Algehele feestvreugde (James Leigh - Ad Löbler)
- Alleen, moe en bedrogen (Michiel Pot - Hero Muller)
- De koorddansers (Desmond Bagley - Hero Muller)
- De uitgetredene (Jan Hofman - Bert Dijkstra)
- Duister glanst de Amstel (Gerrit Jan Zwier - Marlies Cordia)
- Een Amsterdammer (Josephine Soer & A.M. de Jong - Marlies Cordia)
- Eindstation (John Owen & James Parkinson - Hero Muller)
- Het Janussyndroom (Evelyn Anthony - Hero Muller)
- Joke (Arie Gelderblom - Ad Löbler)
- Trip naar Helikon (Frank Herzen - Ad Löbler)
- Voetstappen op de trap (Rae Shirley - Hero Muller)
- Wanda (Veronica Hazelhoff - Ad Löbler)

1986
- De bloem des doods (Carel Donck - Marlies Cordia)
- De man die Nederland redde (Antun Soljan - Bert van der Zouw)
- De opdracht (Heiner Müller - Johan Dronkers)
- De picknick (Anthony Horowitz - Johan Dronkers)
- De ronde van '43 (Henri Knap - Justine Paauw)
- De zon gaat nog altijd onder bij Oudekraal (Rex Close - Ad Löbler)
- Dromen zijn bedrog (Frans Verbeek - Ad Löbler)
- Haat heeft geen kleur (Wessel Ebersohn - Ad Löbler)
- Rood, de kleur van gevaar (Shirley Cooklin - Hero Muller)
- Vanessa, mijn liefste (Derek Hoddinott - Hero Muller)
- Wraak uit het hiernamaals (Rex Close - Hero Muller)

1987
- Absoluut gehoor (Jacques Peeters & Christophe van de Loo - Marlies Cordia)
- Chinese dromers (Nick McCarty - Sylvia Liefrinck)
- De Anton Wachter-romans (Simon Vestdijk - Marlies Cordia)
- De fluorescerende borstplaatsroze boodschappentas (Jacqueline Crevoisier - Ad Löbler)
- De ketterhamer (Ab van Eyk - Ab van Eyk)
- Geen weg terug (Rodney Wingfield - Hero Muller)
- Reizigersgeluk (Dick Walda - Ad Löbler)

1988
- Een moordlustig weerzien (Klaus-Peter Wolf - Hero Muller)
- Gewenste intimiteiten (Anna Bosman - Marlies Cordia)
- Plaisir du roi (James Leigh - Ad Löbler)
- Vedder en Smid (James Leigh - Ad Löbler)

1989
- De fortuin heeft twee gezichten (Dick Walda - Ruurd van Wijk)
- Inspecteur Simone Verlaat (Karlijn Stoffels - Johan Dronkers)
- Merdeka (Marc Lohmann - Marlies Cordia)
- Vossenstreken (Jurrie Kwant - Hans Karsenbarg)

1990
- De antropologen (Gerrit Jan Zwier - Sylvia Liefrinck)
- Heet zoiets moord? (Arnold E. Ott - Hero Muller)
- Heinrich Schliemann, de man die Homerus op zijn woord geloofde (Don Dekker - Marlies Cordia)

1991
- Het Vliegende Schip (The Fool of the World and the Flying Ship)

1992
- Pompeji (Jurrie Kwant - Bert van der Zouw)

1993
- Déjà vu (Marja Tutert - Léon du Bois)
- De ongelooflijke reis (Sisi, himalaya-kat)

1994
- Nacht is een verfdoek (Hans van Bergen - Johan Dronkers)

19??
- De zwervers van de Zakopane (Els Pelgrom / Karel van de Graaf)
- Een hoofd van steen (Theije Twijnstra - Ad Löbler)
- Wat doe je daar? (Mies Bouhuys - Ab van Eyk)